# 古欧洲诸语言

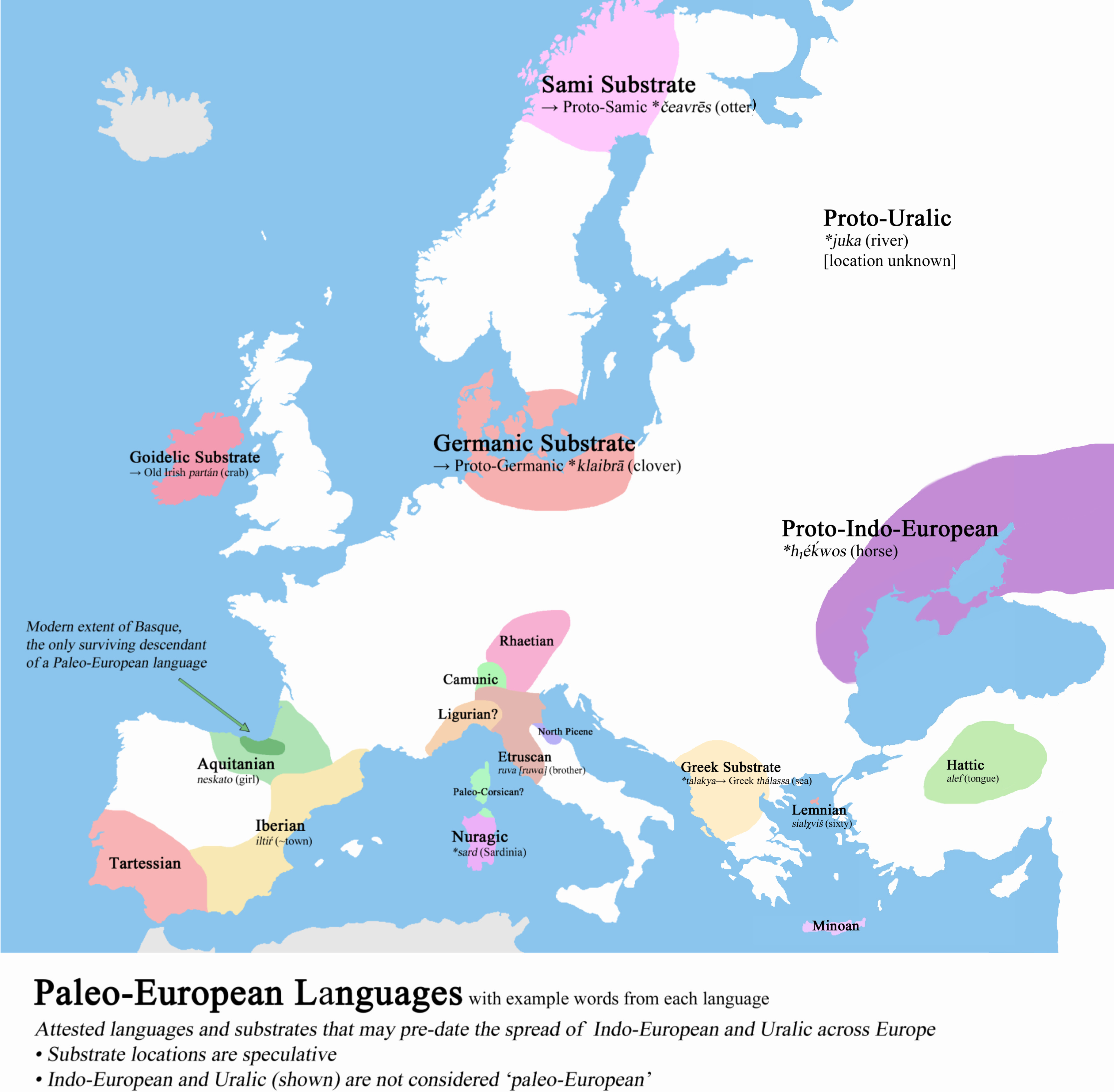
已知的古欧洲语言地图，包括底层语言。

古欧洲诸语言包括印欧语系和乌拉尔语系在青铜时代从欧亚大草原迁来前的大多数未知欧洲语言。:17-33今日，绝大多数欧洲人都说印欧语，然而直到青铜时代，情况都是相反的，非印欧的古欧洲语言仍主导着欧洲的语言环境。:62-63
古欧洲诸语言有时也用于狭义地指南欧、西欧和中欧以及巴尔干半岛第一批新石器欧洲农民的未知语言，他们从安纳托利亚在约9000–6000 BC迁来，包括不同欧洲采集狩猎部落的未知语言，他们到新石器时代晚期被农业人口彻底同化。
相似的术语——前印欧语，指被原始印欧语迁出原乡后被替代的不同的语言。因此“前印欧语”包括绝大多数古欧洲语言和西亚、中亚和南亚在原始印欧人抵达之前的语言。

## 已灭绝古欧洲诸语言的踪迹
旧、中石器时代现代狩猎采集人类所操的古欧洲语言和新石器时代安纳托利亚、欧洲农民的语言没有文字记录（温查文化的难辨符号另见溫查契刻符號，可能是一套书写系统）。它们唯一的资料来源是地名和古欧洲河流名称，分布范围横跨中欧和西欧，可能在今日分布在那里的印欧语中残留有借词。

## 可能的古欧洲语言和重建底层

### 古西班牙语言
- 巴斯克语–唯一幸存的语言[2]
  - 阿基坦语–与现代巴斯克语有密切亲缘关系，可能是直系祖先[2]
  - 原始巴斯克语
- 伊比利亚语（英语：Iberian language）–可能与阿基坦语和巴斯克语有关：可能是两者有共同祖先，但没有证据[2]
- 塔特西语（英语：Tartessian language）–未分流：可能与伊比利亚语有关，或属于印欧语系。[2]

其他古西班牙语言只能间接地通过古罗马和古希腊来源注明的地名学、人名学或神名。大部分铭文以腓尼基字母或希腊字母书写。目前几乎没有找到象形文字或其他古文字写的铭文；现存的少量材料大部分都难以辨识。

### 意大利古欧洲语言
- 第勒尼安语系
  - 伊特拉斯坎語–意大利中北部[2]
  - 雷蒂亚语–北意大利和奥地利[2]
  - 利姆尼亚语–爱琴海[2]
- 卡莫尼语[2]
- 古撒丁语（英语：Paleo-Sardinian language）[2]–可能与伊比利亚半岛已灭绝的伊比利亚语（英语：Iberian language）]有关
- 古利古里亚语[2]
- 北皮赛恩语
- 西坎尼语

### 爱琴海地区古欧洲语言
- 前希腊底层（英语：Pre-Greek substrate）[2]
- 米诺安语（英语：Minoan language）[2]
- 伊特拉克里特语（英语：Eteocretan language）可能是米诺安语的后代
- 塞浦路斯-米诺安语（英语：Cypro-Minoan syllabary）
- 伊特拉塞浦路斯语，可能来自塞浦路斯-米诺安语
- 斐斯托斯圓盤的语言，可能是上述语言之一

### 北欧
- 日耳曼底层假说（英语：Germanic substrate hypothesis）
- 不列颠和冰岛
  - 戈伊德尔语底层假说（英语：Goidelic substrate hypothesis）
  - 可能两种皮克特语之一
- 前芬兰乌戈尔底层（英语：Pre-Finno-Ugric substrate）
  - 前萨米底层–一种或多种底层语言，构成萨米语族的基础，可能基于地理位置
  - 古拉普兰诸语言（英语：Palaeo-Laplandic）
  - 前芬兰底层–构成原始芬兰语发展的基础；可能与萨米语的底层有关

### 其他
- 瓦斯科尼亚底层假说（英语：Vasconic substratum hypothesis）

有时高加索语系也会被包括在古欧洲语言中，但一般认为高加索地区至少有一部分在亚洲。

## 新石器时代
并没有能直接说明新石器时代的语言的证据。学界一般不认可运用历史语言学方法逆推回旧石器时代的尝试。唐纳德·林格（Donald Ringe）批评新石器时代只有少数语系散布在欧洲广大地域的设想，提醒了适用于前国家社会的“部落”地理语言学规则，考察散落在古铭文中的非印欧语痕迹，新石器时代的欧洲一定有着巨大的语言多样性，有着许多彼此之间没有语系关系的语系，基本和殖民时代之前的北美西部相似。
欧洲新石器时代的语言和语系的讨论可以划成两个主题：印欧语系和“前印欧语”。
一般认为早期印欧语在铜石并用时代或青铜时代早期抵达欧洲，其所对应的遗址有颜纳亚文化、绳纹器文化和钟形杯文化（相关讨论另见坟塚假说）。安纳托利亚假说假设印欧语在新石器时代早期到达欧洲，但所有证据都指向一个不早于青铜时代的日期。汉斯·克拉赫（Hans Krahe）认为古欧洲水体地名学是印欧语系在欧洲出现的最古老反映。
欧洲前印欧语的理论基础相当稀少。巴斯克语很可能是前印欧语的直系后代，但它是孤立语言，并没有可用的比较证据。Vennemann假设的“瓦斯科尼亚语系”曾与“大西洋”或“闪米特”语族（即副闪米特语族）共存，不过主流学界并不接受这个理论。另一个候选是第勒尼安语系，在铁器时代分化出伊特拉斯坎语和雷蒂亚语。不过，不能排除新石器时代存在多个语系的可能性。
在北方，乌拉尔语系从东向西扩张类似于印欧语扩张。特别是，虽然土著萨米人的萨米语族属于乌拉尔语系，它们还是展现出可观的来自一种或多种已灭绝未知语言的底层影响。萨米人的祖先在不到2500年前改说乌拉尔语。波罗的海地区本土语言的部分踪迹也可在芬兰语族中观察到，但其影响更有限。在欧洲其他乌拉尔语中也有来自位置非印欧语的早期借词。

## 资料
- Haarmann, Harald. . McInerney, Jeremy  (编). . Chichester, UK: John Wiley & Sons, Inc. 20142014. ISBN 9781444337341. doi:10.1002/9781118834312.ch2 （英语）.:17-33

- Aikio, Ante. . Hyvärinen, Irma; Kallio, Petri; Korhonen, Jarmo  (编).  [Etymology, loanwords and developments]. Mémoires de la Société Néophilologique de Helsinki 63. Helsinki: Société Néophilologique. 2004  [2021-08-24]. ISBN 978-951-9040-19-6. （原始内容存档于2022-05-24） （德语）.:5–34

- Häkkinen, Jaakko.  (PDF). Suomalais-Ugrilaisen Seuran Toimituksia − Mémoires de la Société Finno-Ougrienne (Helsinki: Finno-Ugric Society). 2012, (264)  [13 July 2013]. （原始内容 (PDF)存档于2019-08-31）.:91–101

- Ringe, Don. . Language Log. Mark Liberman. January 6, 2009  [22 September 2011]. （原始内容存档于2020-11-09）.

## 阅读更多
- Haarmann, Harald. . . 1-8 96. Strasbourg: Walter De Gruyter. 19911991 （英语）.:1-8